# Myriocarpa cubilgueitzensis
Myriocarpa cubilgueitzensis är en nässelväxtart som beskrevs av A.K.Monro. Myriocarpa cubilgueitzensis ingår i släktet Myriocarpa och familjen nässelväxter. Inga underarter finns listade i Catalogue of Life.